# Patric Young
Patric Young (Jacksonville, 1 de fevereiro de 1992) é um basquetebolista profissional estadunidense que atualmente joga na Liga Italiana e Euroliga pelo EA7 Emporio Armani. O atleta possui 2,09m e atua na posição Pivô. 